# Sainte-Colombe-la-Commanderie
Sainte-Colombe-la-Commanderie là một xã của tỉnh Eure, thuộc vùng Normandie, miền bắc nước Pháp.